# Božo Marković
Božo Marković (1989. október 26. –) montenegrói labdarúgó, a Sutjeska Nikšić csatára.

## Pályafutása
2009 és 2012 között az FK Sutjeska Nikšić csapatában játszott, ahol 69 mérkőzésen 25 gólt rúgott. 2012 és 2013 között az FK Mornar Bar csapatát erősítette 15 mérkőzésen, ahol 2 gól született általa. 2013-tól az FK Mladost Podgorica játékosa.

## Sikerei, díjai

### Klub
- Sutjeska Nikšić
  - Montenegrói First League: 2017–18, 2018–19

### Egyéni
- A Montenegrói First League gólkirálya: 2020–21